# Vaughn De Leath
Vaughn De Leath (* 26. September 1894 in Mount Pulaski, Illinois; † 29. Mai 1943 in Buffalo, New York) war eine US-amerikanische Sängerin, die in den 1920er Jahren zu Bekanntheit gelangte und die Beinamen The Original Radio Girl (dt.: Das Original-Radiomädchen) und First Lady of Radio (dt.: First Lady des Radios) führte. Trotz ihrer Popularität in den 1920er Jahren ist De Leath heute nur wenig bekannt. De Leath war eine frühe Vertreterin eines Gesangsstils, der unter der Bezeichnung Crooning bekannt ist. Einer ihrer Hit-Singles Are You Lonesome Tonight?, aufgenommen 1927, gelangte in der Version von Elvis Presley 1960 zu Weltruhm.

## Leben
Sie wurde 1894 als Leonore Vonderlieth in Mount Pulaski, Illinois, geboren, und wuchs in verschiedenen Orten in Kalifornien auf. Ihre Eltern waren George und Catherine Vonderlieth. Im Alter von 12 Jahren zog Leonore mit ihrer Mutter und ihrer Schwester nach Los Angeles, wo sie die High School abschloss und Musik studierte. Während ihrer Zeit am Mills College begann sie, eigene Lieder zu schreiben, einen Teil veröffentlichte sie noch vor 1912. Sie nahm den Künstlernamen Vaughn De Leath an, eine Ableitung aus ihrem Nachnamen. Ihr beachtlicher Stimmumfang reichte von Sopran bis Alt.
De Leath war zweimal verheiratet. Ihren ersten Mann, den Künstler Leon Geer, heiratete sie 1924, das Paar wurde 1934 geschieden. Ihren zweiten Mann, den Musiker Irwin Rosenbloom, heiratete sie 1936. Über ihr letztes Lebensjahrzehnt ist wenig bekannt. Zum Zeitpunkt ihres Todes 1943 lebte sie verarmt und mit Alkoholproblemen in Buffalo. In ihrer Todesanzeige in der New York Times wurde ihr Alter fälschlicherweise mit 42 angegeben, obwohl sie bereits 48 Jahre alt war. Sie wurde in ihrem Geburtsort Mount Pulaski, Illinois, beigesetzt.

## Wirken
Über den ersten Radioauftritt ist die Quellenlage unsicher. Widersprüchlichen Quellenangaben zufolge soll sie im Dezember 1919 oder im Januar 1920 auf Bitten des Erfinders und Radiopioniers Lee De Forest in dessen Versuchslabor in New York City vor einigen Dutzend Zuhörern gesungen haben. Im Oktober 1920 erschien ihre erste Schallplattenaufnahme mit dem Titel I Love the Land of Black Old Joe bei Edison Records. Innerhalb des folgenden Jahrzehnts nahm sie für eine Reihe von Musiklabels auf, unter ihnen Edison Records, Columbia Records, Okeh Records, Gennett Records, Victor Records und Brunswick Records. Die gelegentlichen Aufnahmen für die Sublabel der Majors wurden unter verschiedenen Pseudonymen, meist als Gloria Geer, veröffentlicht. Sowohl bei Studioaufnahmen als auch bei Liveauftritten begleitete De Leath sich selber auf Ukulele, Banjo, Gitarre und Piano. Ihre Aufnahme von Ukulele Lady (1925), war ein Hit und wurde 1999 im Film Gottes Werk und Teufels Beitrag verwendet.
1923 wurde sie eine der ersten weiblichen Manager eines Radiosenders, WDT in New York City. Nachdem sie sich ab 1925 wieder vollständig ihren Auftritten widmete, trat sie 1928 in verschiedenen Testsendungen für das Fernsehen auf. 1928 oder 1929 war sie Stargast der Erstausstrahlung von Voice of Firestone Radio Hour. Sie gehörte zu den ersten amerikanischen Entertainern, die in Europa über die transatlantische Radioübertragung zu hören war. Die letzte Tonaufnahme von De Leath stammt aus dem Jahr 1931 für das Crown Label von Eli Oberstein. Im selben Jahr beschuldigte sie Kate Smith, den Beinamen First Lady of the Radio unberechtigt zu führen. Smith unterließ dies, führte den Namen aber nach dem Tod von De Leath weiter. In der Folgezeit erhielt De Leath nur noch Engagements bei lokalen Radiostationen und betrieb einen Nachtclub in Stamford. Ihr letzter öffentlicher Auftritt fand am 6. Januar 1939 anlässlich des Jahrestages von Voice of Firestone Radio Hour statt.

## Erfolge und Ehrungen
Ihr bis dahin größter Erfolg war ihre Version der von Roy Turk und Lou Handman geschriebenen Ballade Are You Lonesome Tonight?, mit der sie 1927 Platz 4 der Hitparaden erreichte. De Leath ist ein Stern auf dem Hollywood Walk of Fame gewidmet.
Auch der später von Marilyn Monroe in Billy Wilders Komödie Manche mögen's heiß gesungene Evergreen I Wanna Be Loved by You (Musik: Herbert Stothart und Harry Ruby, Text Bert Kalmar) wurde um 1930 erfolgreich von Vaughn De Leath veröffentlicht.

## Diskographische Hinweise
- Ukulele Lady (ASV Living Era, 2006)
- The Radio Girl: 1921-1929 (Van Up, 2009)
- The Edison Collection: Dancing The Devil Away (Document, 2006)
- Volume One: Recorded 1925-1927 (MC Productions, 2012)
- Volume Two: Recorded 1927-1928 (MC Productions, 2012)
- Volume Three: Recorded 1928-1938 (MC Productions, 2012)